# Diplasiolejeunea buckii
Diplasiolejeunea buckii är en bladmossart som beskrevs av Riclef Grolle. Diplasiolejeunea buckii ingår i släktet Diplasiolejeunea och familjen Lejeuneaceae. Inga underarter finns listade i Catalogue of Life.